# Ниржани
Ниржани (чеш. Nýřany) град је у Чешкој Републици. Град се налази у управној јединици Плзењски крај, у оквиру којег припада округу Плзењ-север.

## Становништво
Према подацима о броју становника из 2014. године град је имао 7.112 становника.